# Andreas Weber (Mathematiker)

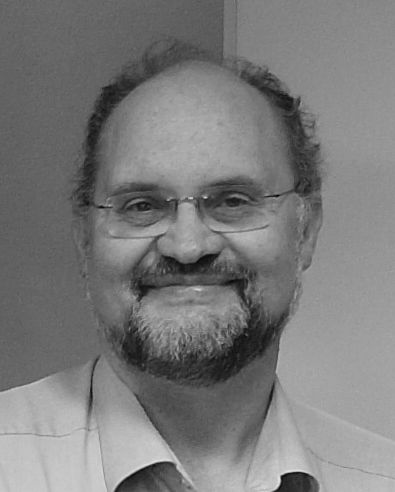
Andreas Weber (2016).

Andreas Günter Weber (* 17. Juli 1964 in Pforzheim; † 15. März 2020 in Remagen) war ein deutscher Informatiker und Mathematiker, zuletzt Professor an der Rheinischen Friedrich-Wilhelms-Universität Bonn.

## Leben
Andreas Weber studierte Mathematik und Informatik an der Eberhard Karls Universität Tübingen und der University of Colorado Boulder. An der Universität Tübingen schloss er 1990 sein Studium ab und wurde ebendort 1993 über Typsysteme für Computeralgebra promoviert. Von 1995 bis 1997 forschte er mit einem Stipendium der Deutschen Forschungsgemeinschaft als Postdoktorand an der Cornell University. Ab 1997 war er zunächst in der Forschungsgruppe zur symbolischen Informationsverarbeitung am Wilhelm-Schickard-Institut und anschließend in der Forschungsgruppe zu Echtzeitlösungen für Simulation und Visual Analytics am Fraunhofer-Institut für Graphische Datenverarbeitung tätig. Weber wurde 2000 über computeralgebraische Komponenten in Problemlösungsumgebungen an der Universität Tübingen habilitiert und 2001 auf eine Professur an die Universität Bonn berufen. Dort wirkte er bis zu seinem Tod.

## Forschung
Weber beschäftigte sich mit Computeralgebra und symbolischen Methoden zwecks Analyse von Bifurkationen und Singularitäten algebraischer Systeme gewöhnlicher Differentialgleichungen und der globalen Frage nach der Existenz von Oszillationen dieser Systeme. Ferner forschte er zur Modellierung der Dynamik und Interaktion komplexer Netzwerke, u. a. mit Anwendungen in der Systembiologie und -medizin. In diesem Zusammenhang wurden Probleme der Netzwerkanalyse adressiert, wie etwa die Bestimmung von Parameterregionen für die Existenz und Stabilität von Attraktoren, Modellreduktion und hybride Netzwerkmodellierung. Darüber hinaus forschte Weber zu mathematischer Modellierung und Simulation komplexer physikalisch-basierter Systeme, etwa in Kombination mit daten-getriebenen Ansätzen zu Antizipation und Analyse von Ganzkörperbewegungen in der Robotik. Er verfolgte auch die physikalisch-basierte Analyse und Synthese von Bewegungen zwecks Anwendung in der grafischen Animation und in den Sportwissenschaften.

## Sonstiges
Weber wurde 2013 mit dem Lehrpreis der Universität Bonn ausgezeichnet. Er verfasste zusammen mit Wolfgang Küchlin das Lehrbuch Einführung in die Informatik mit besonderem Schwerpunkt auf das Konzept der Objektorientierung, welches in mehreren Auflagen durch den Springer Verlag publiziert wurde. Weber war Mitglied der Association for Computing Machinery, des Institute of Electrical and Electronics Engineers und in der Gesellschaft für Informatik engagiert.

## Privat
Weber war verheiratet und Vater zweier Töchter. Er lebte zuletzt in Remagen und starb unerwartet im Alter von 55 Jahren.